# Vincentio Reinieri
Vincentio (también escrito Vincenzio o Vincenzo) Reinieri (Renieri, Reiner) (30 de marzo de 1606 – 5 de noviembre de 1647) fue un matemático y astrónomo italiano, amigo y discípulo de Galileo Galilei.

## Semblanza
Reinieri, nacido en Génova, era miembro de la orden Olivetana, que lo envió a Roma en 1623.  Conoció a Galileo en Siena en 1633, quien le encomendó la actualización y mejora de sus tablas astronómicas de los movimientos de las lunas de Júpiter, revisándolas para poder predecir las posiciones de estos satélites.
Su trabajo lo llevó a Arcetri, donde trabó amistad con Vincenzo Viviani.  Reinieri disfrutó del mismo espíritu de investigación y amor por el debate de su mentor.  El 5 de febrero de 1641, escribió a Galileo desde Pisa: "Frecuentemente estoy metido en alguna batalla con los señores peripatéticos, particularmente cuando noto que aquellos con la ignorancia más gruesa menos aprecian vuestro valor, y acabo de realizar en la cabeza de uno de aquellos una buena limpieza." (Drake, p. 413-4)
Reinieri se convirtió profesor de matemáticas en la Universidad de Pisa tras la muerte de Dino Peri.  También enseñó griego allí.  Su labor astronómica consistió en añadir nuevas observaciones de las lunas de Júpiter al trabajo de Galileo.  En cierto grado, Reinieri mejoró las tablas galileanas de los movimientos de estos satélites.  Antes de su muerte, Galileo decidió entregar a Reinieri los manuscritos que contenían sus observaciones y cálculos para que este los completara y revisase.
Las observaciones de las lunas de Júpiter de Reinieri quedaron inéditas en el momento de su muerte prematura en Pisa en 1647.  Fue sucedido en la cátedra de matemáticas por Famiano Michelini (c. 1600-1666).
Tras la muerte de Reinieri, se dice que los escritos que trataban sobre el problema de la longitud que le había confiado Galileo, fueron robados por un hombre llamado Giuseppe Agostini (Fahie, p. 374).  Aun así, estudiosos como Antonio Favaro dudan si este robo  ocurrió realmente (véase Antonio Favaro, Documenti inediti por la Storia dei MSS. Galileiani, Roma, 1886, pp. 8–14).

## Trabajos enlatín
- Expugnata Hierusalem, poema, Publisher: Maceratae, Apud Petrum Salvionum (1628)  (enlace roto disponible en Internet Archive; véase el historial, la primera versión y la última).
- Tabulae mediceae secundorum mobilium universales quibus per unicum prosthaphaereseon orbis canonem planetarum calculus exhibetur. Non solum tychonicè iuxta Rudolphinas Danicas & Lansbergianas, sed etiam iuxta Prutenicas Alphonsinas & Ptolemaicas, Publisher: Florentiae, typis nouis Amatoris Massae & Laurentij de Landis (1639)  Archivado el 29 de septiembre de 2007 en Wayback Machine.
- Tabulæ motuum cælestium universales : serenissimi magni ducis etruriæ Ferdinandi II. auspicijs primo editæ, & Mediceæ nuncupati, nunc vero auctæ, recognitæ, atque... Bernardini Fernandez de Velasco... iussu, ac sumptibus recusæ...Publisher: Florentiæ : typis Amatoris Massæ Foroliuien., 1647  Archivado el 29 de septiembre de 2007 en Wayback Machine.

## Eponimia
- El cráter lunar Reiner lleva este nombre en su memoria.[1]

## Lecturas relacionadas
- A Selection from Italian Prose Writers: with a double translation: for the use of students of the Italian language on the Hamiltonian system, London, Hunt and Clark, 1828 - Google Books.  Letters of Galileo to Renieri: pp. 142–147 (no images for remainder of letter), and pp. 242–253 (no images pp, 246-250).

- Datos: Q1033035
- Multimedia: Vincenzo Renieri (mathematician) / Q1033035